# Кайнарский район
Кайна́рский район (молд. raionul Căinari, молд. районул Кэйнарь) — упразднённая административно-территориальная единица Республики Молдова.

## География
Кайнарский район располагался на юге Молдавии и граничил с Каушанским, Новоаненским, Чимишлийским и Яловенским районами.

## История
Как и большинство районов Молдавской ССР, образован 11 ноября 1940 года с центром в селе Тараклия. До 16 октября 1949 года находился в составе Бендерского уезда, после упразднения уездного деления перешёл в непосредственное республиканское подчинение.
С 31 января 1952 года по 15 июня 1953 года район входил в состав Тираспольского округа, после упразднения окружного деления вновь перешёл в непосредственное республиканское подчинение.
31 октября 1957 года Кайнарский район, как и ряд других районов МССР, был ликвидирован. Его территория была разделена между соседними Бульбокским, Каушанским и Чимишлийским районами.
13 августа 1985 года район восстановлен под названием Думбравенский, в него вошли почти все сёла упразднённого Кайнарского района, а также несколько сёл из сопредельных районов. Центром района стал пгт Думбравены — переименованное и преобразованное село Кайнары.
25 мая 1991 года городу Думбравены возвращают название Каинары, вслед за этим Думбравенский район также переименовывается в Кайнарский.
В 1999 году территория Кайнарского района вошла в состав трёх разных уездов — Бендерского, Кишинёвского и Лапушнянского.
В 2002 году, при возврате к районному делению, Кайнарский район восстановлен не был, его территория была разделена между четырьмя соседними районами — Каушанским, Новоаненским, Чимишлийским и Яловенским.

## Населённые пункты
До 1999 года в составе Кайнарского района были следующие населённые пункты:
- 1 город — Каинары (рум. Căinari), ныне в составе Каушанского района;
- 1 населённый пункт в составе города — ж/д станция Кайнары (рум. Căinari, stație c.f.);
- 7 сёл, не входящих в состав коммун;
- 24 села, входящих в состав 10 коммун.

| №  | Село (коммуна) | Название села в русской транскрипции | Название села в румынской транскрипции | Традиционное название в Российской Империи и СССР | Принадлежность после 1999 года |
| -- | -------------- | ------------------------------------ | -------------------------------------- | ------------------------------------------------- | ------------------------------ |
| 1  | Баймаклия      | Баймаклия                            | Baimaclia                              | Баймаклия                                         | Каушанский район               |
| 2  | Баймаклия      | Суркичень                            | Surchiceni                             | Суркичены                                         | Каушанский район               |
| 3  | Варатик        | Варатик                              | Văratic                                | Варатик                                           | Яловенский район               |
| 4  | Батыр          | Батыр                                | Batîr                                  | Батыр                                             | Чимишлийский район             |
| 5  | Гангура        | Гангура                              | Gangura                                | Гангура                                           | Яловенский район               |
| 6  | Гангура        | Александровка                        | Alexandrovca                           | Александровка                                     | Яловенский район               |
| 7  | Гангура        | Хомутяновка                          | Homuteanovca                           | Хомутяновка                                       | Яловенский район               |
| 8  | Гангура        | Мисовка                              | Misovca                                | Мисовка                                           | Яловенский район               |
| 9  | Золотиевка     | Золотиевка                           | Zolotievca                             | Золотиевка                                        | Новоаненский район             |
| 10 | Золотиевка     | Ларга                                | Larga                                  | Ларга                                             | Новоаненский район             |
| 11 | Золотиевка     | Николаевка                           | Nicolaevca                             | Николаевка                                        | Новоаненский район             |
| 12 | Киркэештий Ной | Киркэештий Ной                       | Chircăieştii Noi                       | Новые Киркаешты                                   | Каушанский район               |
| 13 | Киркэештий Ной | Баурчи                               | Baurci                                 | Баурчи                                            | Каушанский район               |
| 14 | Кодряны        | Кодряны                              | Codreni                                | Кодряны                                           | Чимишлийский район             |
| 15 | Кодряны        | Злоць, ж/д станция                   | Zloţi, loc.st.cf                       | Злоць, ж/д станция                                | Чимишлийский район             |
| 16 | Кодряны        | Новый Сагайдак                       | Sagaidacul Nou                         | Новый Сагайдак                                    | Чимишлийский район             |
| 17 | Кошкалия       | Кошкалия                             | Coşcalia                               | Кошкалия                                          | Каушанский район               |
| 18 | Кырнэцений Ной | Кырнэцений Ной                       | Cîrnăţenii Noi                         | Новые Кырнацены                                   | Каушанский район               |
| 19 | Кырнэцений Ной | Сэлкуца Ноуэ                         | Sălcuţa Nouă                           | Новая Салкуца                                     | Каушанский район               |
| 20 | Карбуна        | Карбуна                              | Cărbuna                                | Карбуна                                           | Яловенский район               |
| 21 | Окюл Рош       | Окюл Рош                             | Ochiul Roş                             | Окюл-Рош                                          | Новоаненский район             |
| 22 | Окюл Рош       | Пикус                                | Picus                                  | Пикус                                             | Новоаненский район             |
| 23 | Первомайск     | Первомайск                           | Pervomaisc                             | Первомайск                                        | Каушанский район               |
| 24 | Первомайск     | Константиновка                       | Constantinovca                         | Константиновка                                    | Каушанский район               |
| 25 | Плоп           | Плоп                                 | Plop                                   | Плоп                                              | Каушанский район               |
| 26 | Плоп           | Флорика                              | Florica                                | Флорика                                           | Каушанский район               |
| 27 | Рэзень         | Резены                               | Răzeni                                 | Резены                                            | Яловенский район               |
| 28 | Рэзень         | Новые Милешты                        | Mileştii Noi                           | Новые Милешты                                     | Яловенский район               |
| 29 | Тараклия       | Тараклия                             | Taraclia                               | Тараклия                                          | Каушанский район               |
| 30 | Чигирлены      | Чигирлены                            | Cigîrleni                              | Чигирлены                                         | Яловенский район               |
| 31 | Чуфлешть       | Чуфлешть                             | Ciufleşti                              | Чуфлешты                                          | Каушанский район               |